# Morelia, Las Margaritas
Morelia är en ort i Mexiko.   Den ligger i kommunen Las Margaritas och delstaten Chiapas, i den sydöstra delen av landet, 800 km öster om huvudstaden Mexico City. Morelia ligger 1 712 meter över havet och antalet invånare är 233.
Terrängen runt Morelia är huvudsakligen kuperad, men åt sydväst är den platt. Runt Morelia är det ganska tätbefolkat, med 100 invånare per kvadratkilometer. Närmaste större samhälle är La Ilusión, 11,5 km norr om Morelia. I omgivningarna runt Morelia växer i huvudsak städsegrön lövskog.